# Kołohury
Kołohury – wieś na Ukrainie w rejonie lwowskim (do 2020 roku w rejonie żydaczowskim) należącym do obwodu lwowskiego.